# Маріу Соуту
Маріу Соуту (порт. Mario Souto, 5 листопада 1960) — бразильський ватерполіст.
Учасник Олімпійських Ігор 1984 року.